# Palacio Moiua

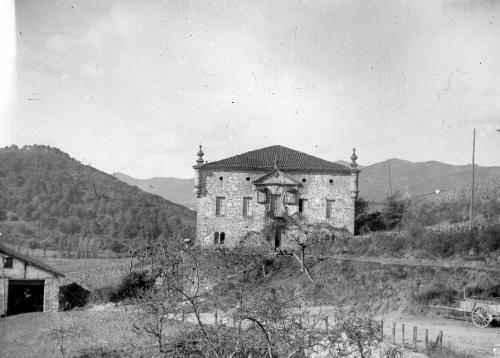
Palacio Moiua en una fotografía de Indalecio Ojanguren.

El palacio Moiua, también denominado Mou Torre, sito en Vergara en Guipúzcoa, País Vasco (España), se encuentra ubicado a media ladera, en la salida de la localidad hacia el norte en dirección a Placencia de las Armas.
Hasta hace muy poco tiempo se encontraba dominando el barrio de San Lorenzo, que discurre junto al río, formando un conjunto con un caserío que había próximo a la torre. Algo por encima del palacio se encontraba el trazado del antiguo Ferrocarril Vascongado.
Dispone de una plataforma de acceso, lo que da mayor realce a la portada, así como otra a modo de huerta. Para salvar los desniveles creados se construyeron dos escaleras que unen las distintas plataformas. El muro de acceso dispone de elementos decorativos y escudo.
El edificio, cuyo uso secular parece ser el de agrícola, sorprende por la portada de acceso, así como el tratamiento de huecos de la fachada principal y lateral.

## Descripción
Analizando interiormente el inmueble da la impresión de que procede de la ampliación de otro, añadiendo una crujía más hacia el sur y el este. El núcleo original no dispone de elemento alguno que denote la existencia de torre o construcción defensiva.
El interior del edificio ha sido reconstruido por las dos últimas generaciones de moradores.
La planta, aproximadamente cuadrada, presenta una rotunda volumetría, destacada por su situación en alto. Dispone de dos alturas y camarote con cubierta a cuatro aguas.
Se encuentra construida con mampostería, disponiendo de esquinales y recercos de sillares. Tanto el acceso principal, situado al este, como la fachada sur, han sido notablemente tratadas con huecos palaciegos en planta primera y ventanas geminadas en la baja. El camarote ventila mediante óculos de pequeño tamaño.
Las esquinas constan de garitones cilíndricos puramente decorativos, siendo rematados en eolípile.
La fachada de acceso remarca su eje mediante un arco apuntado en planta baja, flanqueado por dos ventanas geminadas de medio punto muy grandes. El piso superior del eje de acceso presenta un hueco de mayor altura que los de su piso, siendo rematado por un frontón triangular y acompañado de dos escudos que no llegaron a tallarse. Se adorna este eje con elementos vegetales y roleos.
Sorprende que los balcones de planta primera se encuentran construidos con dintel conopial, probablemente como ampliación de simples ventanas.
La fachada principal consta de cinco ejes, incluido el central, y la sur de cuatro.
Si bien el origen de la casa se remonta muy probablemente al siglo XVI, en lo que se refiere a su configuración exterior su factura responde a una actuación posterior. La casa fue adquirida por el capitán Don Juan de Moyua Barrena y Argarte a mediados del siglo XVII. En esta misma centuria se realizaron obras de ampliación de la edificación. Posteriormente, en 1751, se hicieron importantes obras que afectaron a garitones, pináculos y cornisa, así como a la fachada principal. Hay interés por conseguir un palacio a la antigua, razón que lleva a emplear los garitones ya citados rematados por florones, el tipo de huecos, ventanas geminadas, arcos conopiales…
Sin embargo, la organización del alzado, así como la volumetría general responde a un esquema de trazado barroco.
Es importante el conjunto del palacio con el jardín delantero, fuente y escalinata.